# سمفيوتريكوم لاتريفلوروم
نبتة سمفيوتريكوم لاتريفلوروم (المعروفة سابقًا باسم أستر لاتيريفلوروس) هي نوع من النباتات المزهرة ينتمي إلى عائلة الأستر (الفصيلة النجمية). تُعرف عادةً باسم الأستر المرقش, الأستر الجائع وأستر الغابات البيضاء, وهي موطنها الأصلي في شرق ووسط أمريكا الشمالية. هي نبتة معمرة وعشبية قد تصل إلى ارتفاعات تصل إلى 120 سنتيمترًا (4 أقدام) وعرض يصل إلى 30 سنتيمترًا (1 قدم).
زهور الأستر المرقش صغيرة مقارنة بمعظم أنواع سمفيوتريكوم . تحتوي الزهور على متوسط من 7 إلى 15 فلقة شعاعية بيضاء قصيرة، التي نادرًا ما تكون ملونة بالوردي أو البنفسجي. تبدأ مراكز الأزهار، التي تتكون من فلقة قرصية، بلون كريمي إلى أصفر وغالبًا ما تصبح وردية أو أرجوانية أو بنية مع نضوجها. هناك حوالي 8 إلى 16 فلقة قرصية، كل منها تحتوي على خمس شُعب تنحني بشدة إلى الوراء عندما تنفتح. الأوراق، التي تفتقر إلى الشعر في الغالب، تحتوي على عرق مميز مغطى بالشعر على وجوهها الخلفية، ويتفرع النبات عادة بشكل أفقي أو بطريقة قد تبدو على شكل نمط متعرج. تنمو رؤوس الأزهار على جانب واحد من الفروع وأحيانًا في عناقيد عند الأطراف.
يُعتبر نبات Symphyotrichum lateriflorum من الأنواع الآمنة بيئيًا، وينمو في بيئات متنوعة. ينتشر في معظم أنحاء شرق ووسط شرق الولايات المتحدة وكندا. كما توجد له مجموعة سكانية برية في ولاية فيراكروز، المكسيك. تزور أزهاره التي تظهر في أواخر الصيف والخريف الحشرات الصغيرة الملقحة والباحثة عن الرحيق، مثل نحل العرق والنحل العامل وذباب الزهور. بالإضافة إلى وجوده الطبيعي في عدة أصناف نباتية، يتمتع S. lateriflorum بعدة أصناف زراعية، وقد تمت زراعته في أوروبا لمدة لا تقل عن 250 عامًا. من بين الأصناف الحديثة: "Bleke Bet"، و"Lady in Black"، و"Prince". لقد استخدمه السكان الأصليون للأمريكتين كنبات طبي.

## الوصف
السمفيوتريكوم لاتريفلوروم هو نبات معمر يتخذ شكل تجمعات، وينمو بارتفاع يتراوح بين 20 إلى 120 سم وعرض يصل إلى 30 سم.
نبات عشبي ذو أوراق متبادلة، يمكن أن يكون له مظهر مختلف طوال فترة حياته أو الموسم. على سبيل المثال، قد يحتوي النبات الناضج أو العائد، أو النبات المتأخر في الموسم، على ساق واحدة أو أكثر صلبة تصل إلى أقصى ارتفاع تقريبًا، وعدد من الفروع المقوسة، وكتل متعددة من الأزهار (الـتراكيب الزهرية). قد يحتوي النبات المبكر أو نبات السنة الأولى على ساق قصيرة ومائلة إلى حد ما، وعدد من الأوراق الكبيرة، وتنتهي بشكل مفاجئ برأس زهرة واحدة في الوسط.

### الجذور
جذور سمفيوتريكوم لاتريفلوروم قصيرة وخشبية ومتفرعة من القاعدة، وقد تحتوي على جذور أفقية قصيرة ريزومات قد تُنتج نباتات جديدة. صور القواعد مأخوذة من عينات مجففة من S. lateriflorum محفوظة في حديقة نيويورك النباتية (NYBG) في مُعشبة ستير.

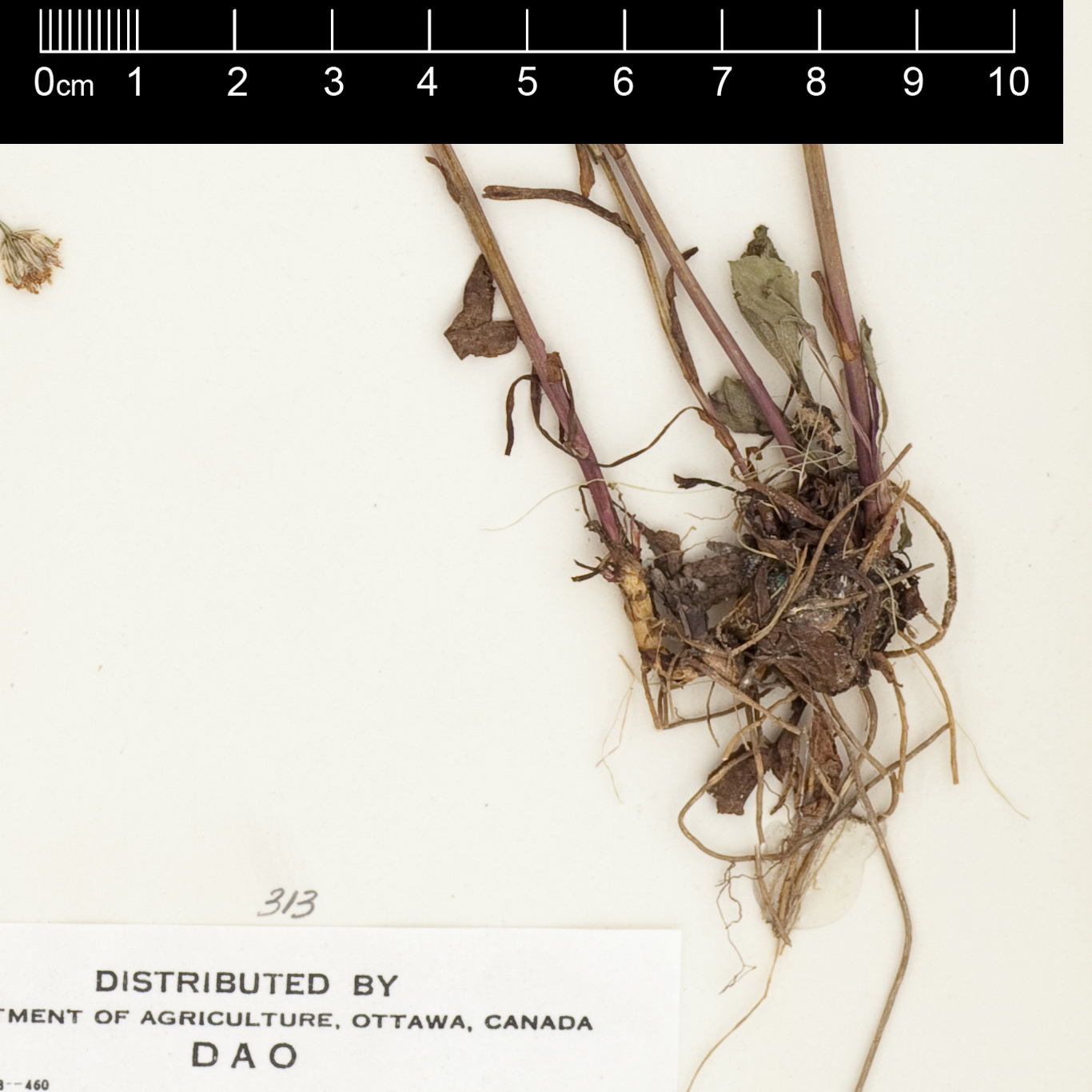
Caudex with no rhizomes
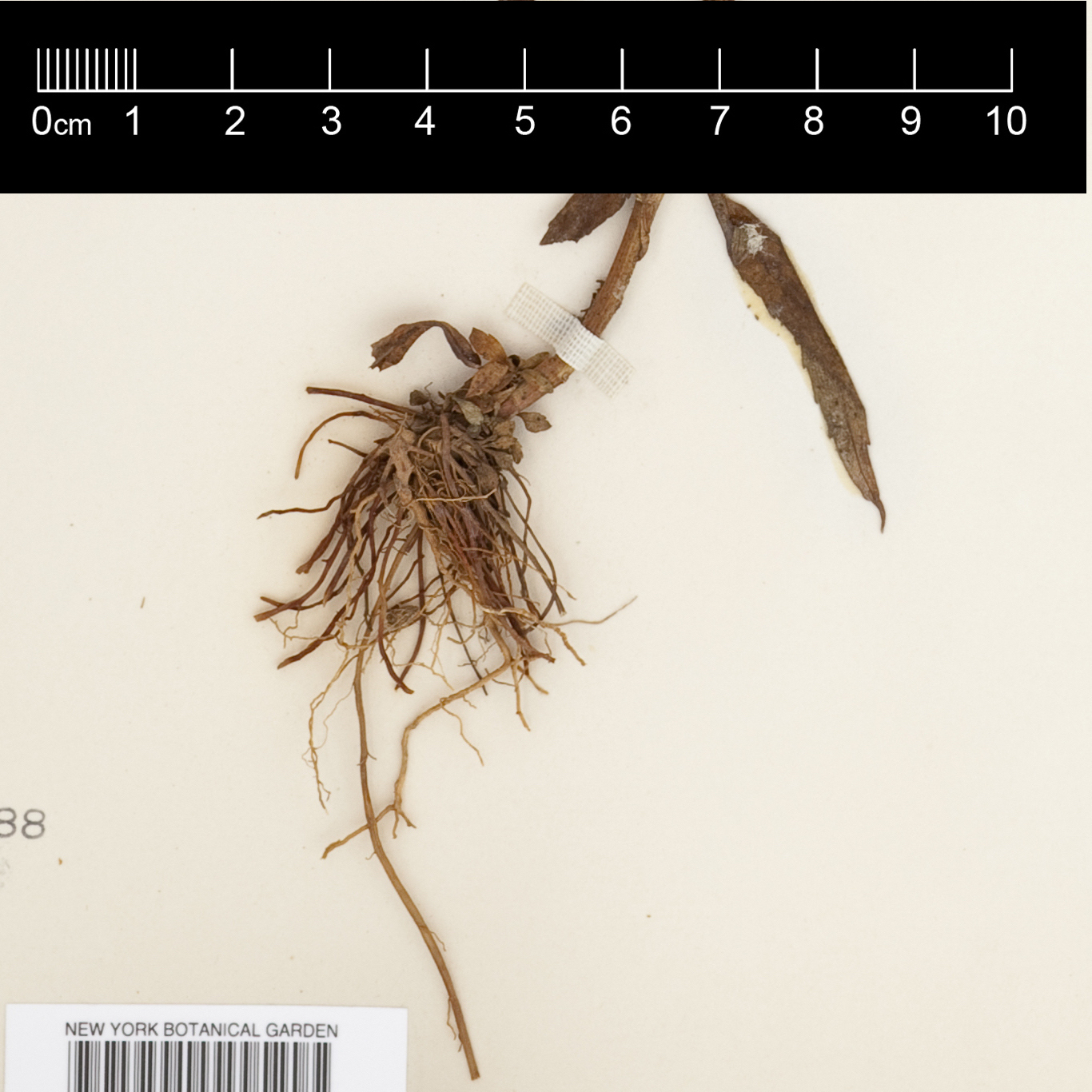
Caudex with no rhizomes
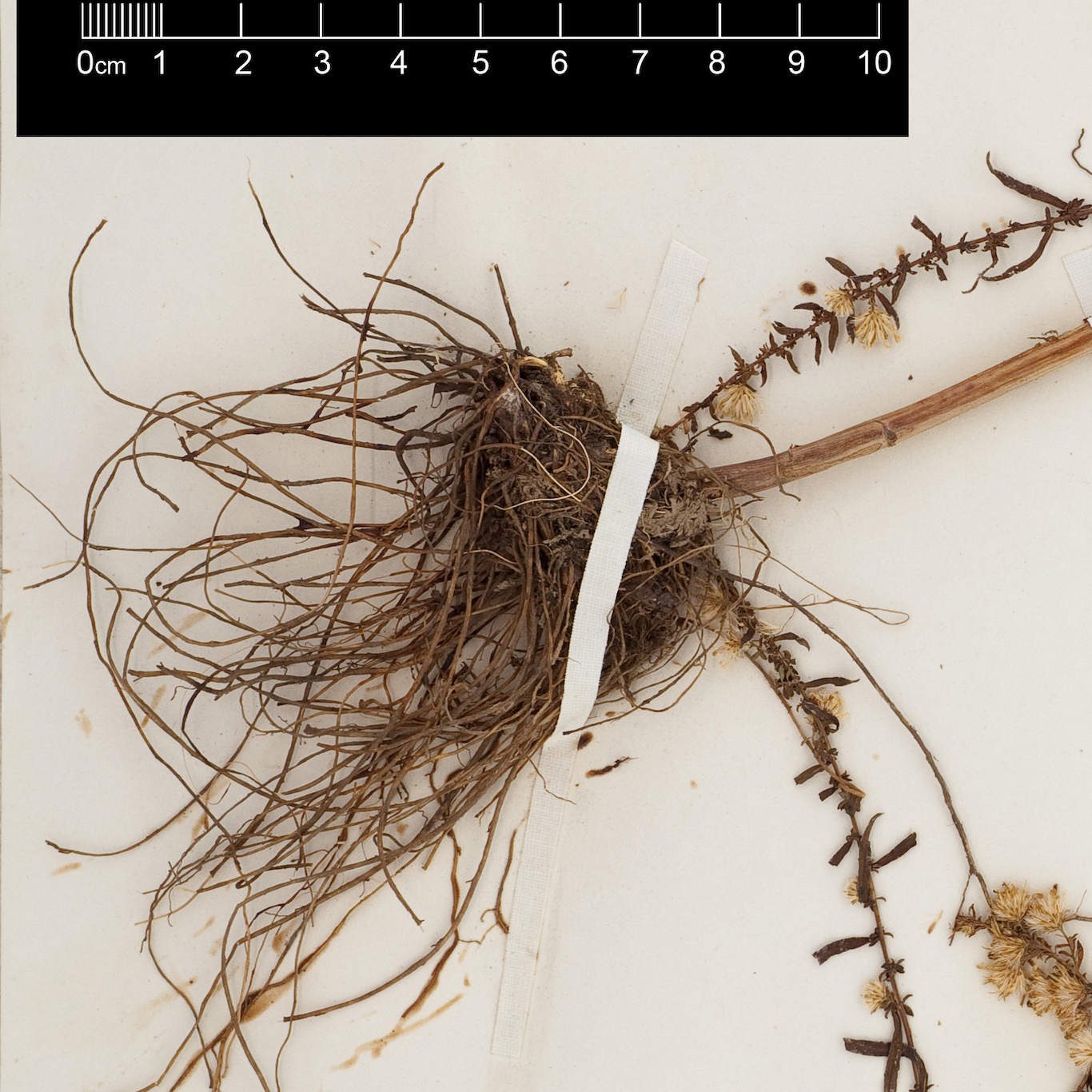
Caudex with no rhizomes
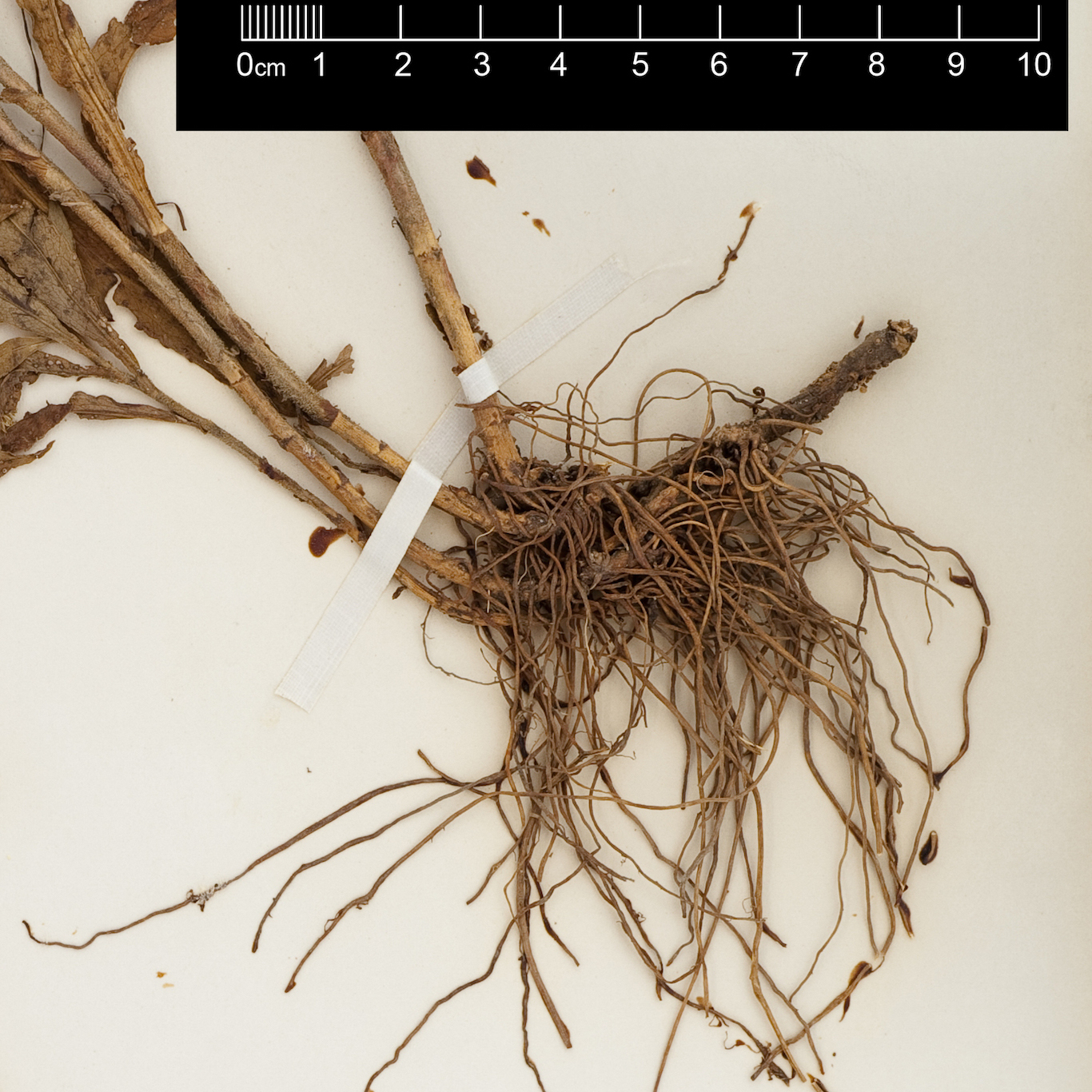
Two or three rhizomes

### السيقان
```
يحتوي 
سمفيوتريكوم لاتريفلوروم
 على سيقان تتراوح من واحد إلى خمسة تنمو من قاعدة الجذر.
[
1
]
 يمكن أن تكون هذه السيقان ذات لون أحمر أو بنفسجي، وغالبًا ما تتمتع بمظهر خشبي، أو تكون بلون أخضر. قد تعتمد الخصائص على كثافة الشمس، حيث من المرجح أن تحدث السيقان الخضراء في الأماكن المظللة.
[
8
]
```

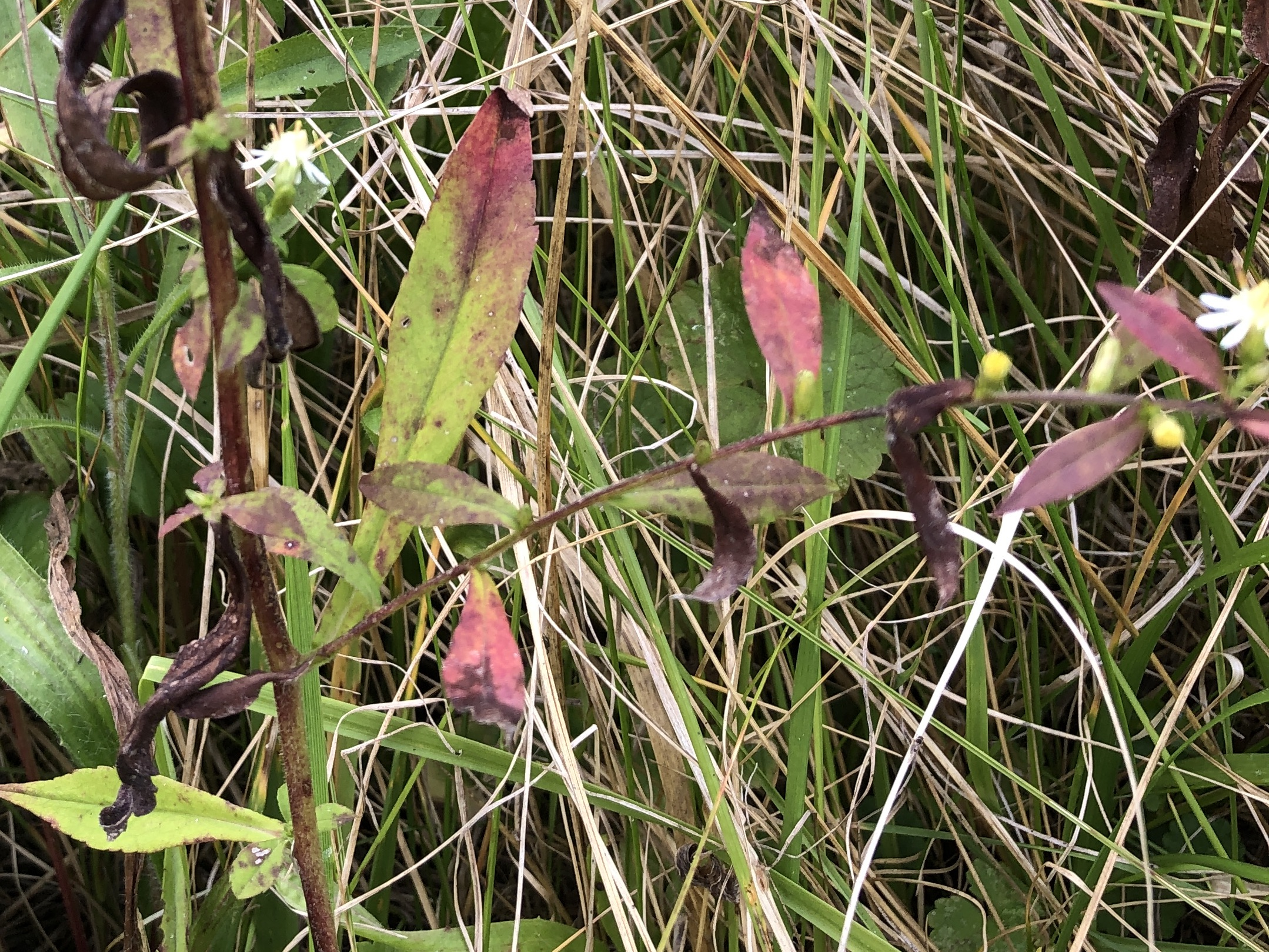
Close-up of S. lateriflorum stem and branch node

تنمو فروع رفيعة وسلكية مملوءة بالنورات من السيقان بزاوية قريبة من القائمة أو على شكل أقواس طويلة. قد تتجه الفروع الأقصر إلى الأعلى بدلاً من التقوس. يمكن أن تكون السيقان والفروع مغطاة بشعر ناعم ودقيق، ولكن أحيانًا يقل كثافة الشعر كلما ابتعدنا عن القاعدة أو في منتصف الساق أو عند الصعود نحو الأعلى. ينمو الشعر عادةً في خطوط عمودية، خاصةً على فروع النورات.

### الأوراق
يتميز نبات سمفيوتريكوم لاتريفلوروم بأوراق متبادلة وأوراق بسيطة. وتختلف الخصائص بين الأوراق على نفس النبات وعلى النباتات في بيئات ومناطق مختلفة ضمن نطاق توزيعها الجغرافي. توجد الأوراق عند القاعدة، وعلى السيقان، وعلى فروع النورات. كلما ابتعدت الأوراق عن القاعدة، تصبح أصغر حجمًا، وأحيانًا بشكل ملحوظ. بحلول وقت ظهور الأزهار، تكون الأوراق عند القاعدة وعلى الساق قد ذبلت أو تساقطت في الغالب. الأوراق ذات عروق دقيقة متشابكة وملساءأو ذات شعر قليل، باستثناء الخاصية المميزة المتمثلة في وجود شعر على السطح الخلفي، أو السطح السفلي، للعصب الوسطي. يمكن أن يختفي هذا الشعر الموجود على السطح السفلي للعصب الوسطي تقريبًا مع تقدم عمر النبات خلال الموسم.

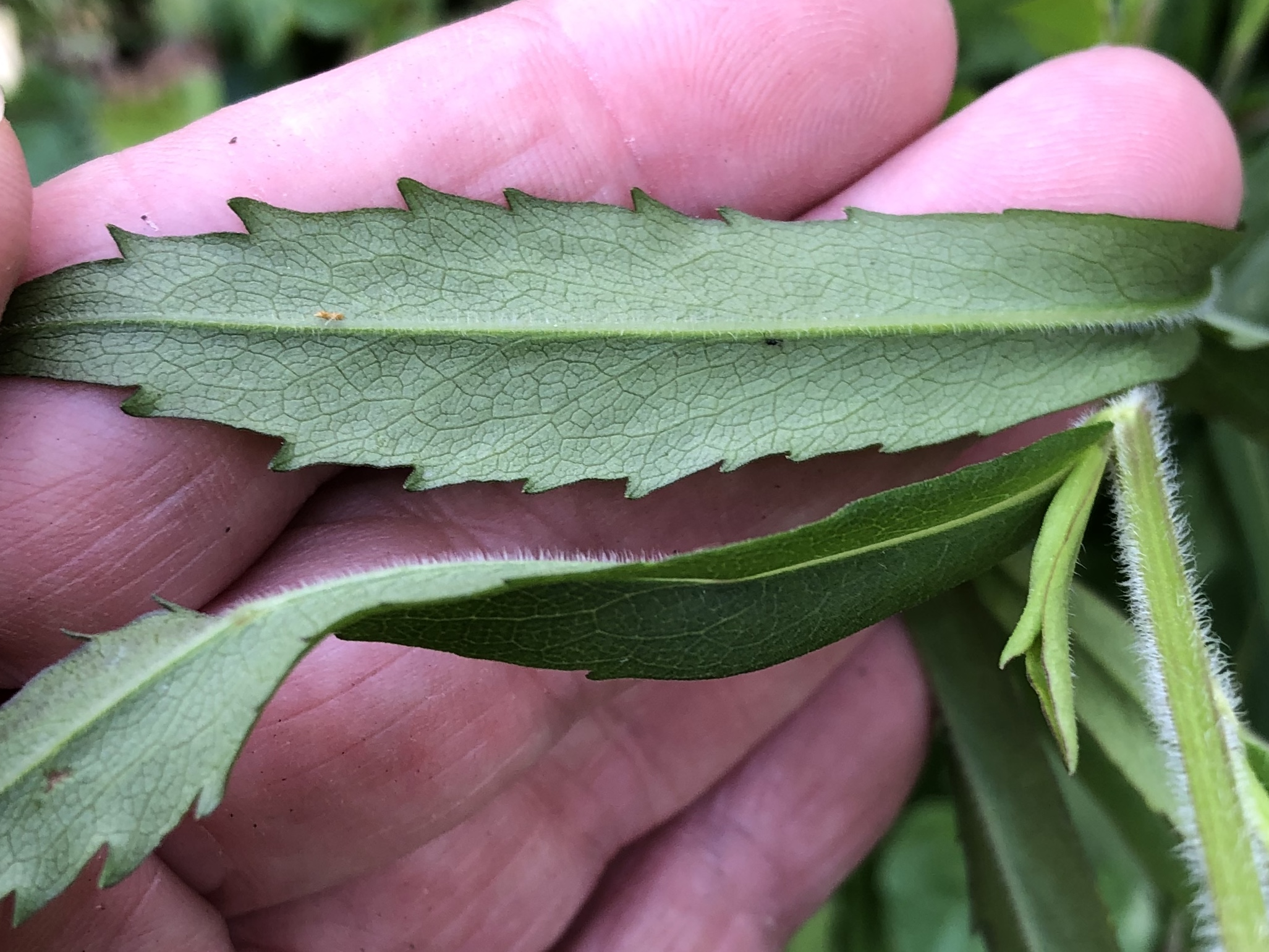
Abaxial leaf on S. lateriflorum plant showing hairy midrib and the net-like reticulate veins on the leaf surface

الأوراق القاعدية، أو أوراق مستوى الأرض، تتنوع في الشكل من عكوس رمحية، إلى رمحي-بيضوي، بيضوي، ملعقي، إلى شبه دائرية. تكون هذه الأوراق رقيقة وأقلها شكلًا رمحيًا، مع عنق ورقة قصير أو بدون عنق. تختلف أحجام الأوراق القاعدية، حيث يتراوح طولها بين حوالي 3–35 مليمتر (0.1–1.4 بوصة) وعرضها بين 7–25 مـم (0.3–1.0 بوصة). تكون أسطح الأوراق خشنة قليلاً عند اللمس، وحوافها متموجة أو مسننة مثل المنشار. قد تنتهي الأوراق بنقطة أو لا، وذلك حسب شكلها.

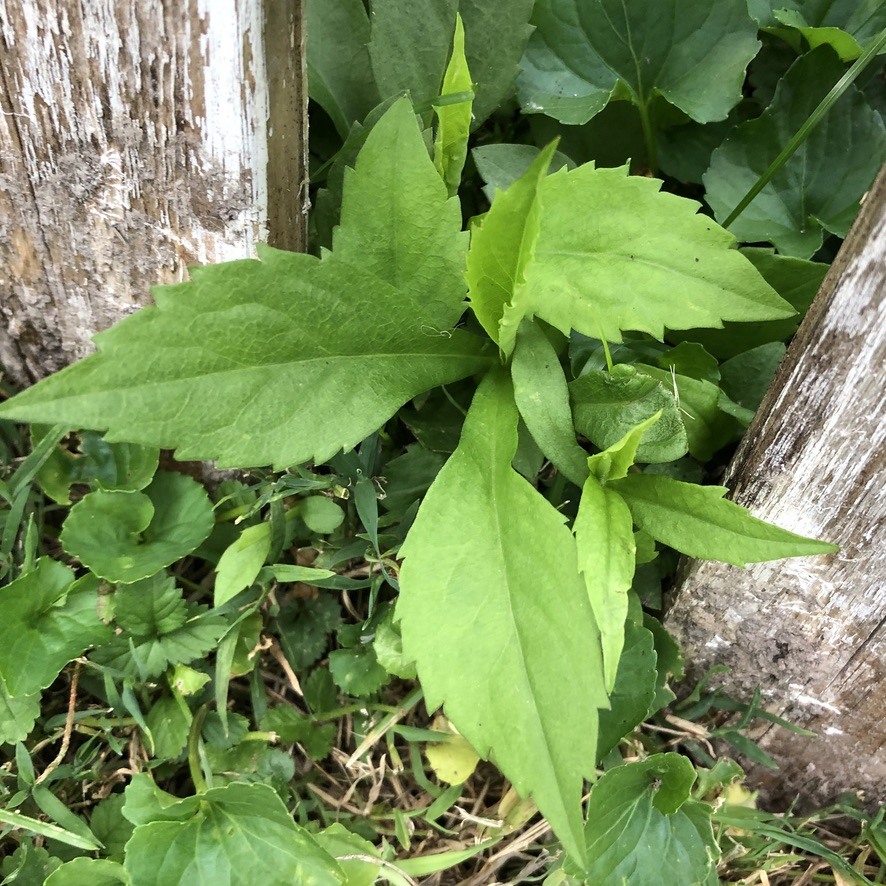
Lance-ovate shaped basal leaves on a juvenile S. lateriflorum plant

أوراق الساق السفلى والوسطى خالية من أعناق الأوراق، مما يعني أنها جلسية، أو تحتوي على عنق ورقة قصير جدًا مع أجنحة. تتنوع أشكال أوراق الساق من بيضوية أو إهليلجية إلى إهليلجية-عكوس رمحية أو رمحية، ونادرًا ما تكون خطية-رمحية. تصبح الأحجام أصغر بكثير كلما ابتعدت عن القاعدة. يتراوح طولها بين 5–10 سـم (2–4 بوصة)، بينما عرضها يتراوح بين 1–2 سـم (0.4–0.8 بوصة).
الأوراق الطرفية، الموجودة أعلى الساق وعلى الفروع التي تحمل رؤوس الأزهار، هي أيضًا جلسية. حوافها تكون أحيانًا مستقيمة، ناعمة على الأطراف دون أسنان أو فصوص. تتراوح أحجامها بين 1 سـم (0.4 بوصة) و15 سـم (6 بوصة) في الطول، وعرضها يصل إلى 3 سـم (1.2 بوصة). كلما كانت الأوراق أكثر بعدًا عن القاعدة، كلما كانت أصغر، وقد يحدث هذا التغيير بشكل مفاجئ.

### الأزهار
```
Symphyotrichum lateriflorum
 هو نبات معمر يزهر في أواخر الصيف والخريف، حيث تفتح رؤوس الأزهار في بعض الأماكن في يوليو وأحيانًا في أكتوبر في أماكن أخرى. تنمو رؤوس الأزهار في مجموعات متفرعة تُسمى 
العرنوس
 وهي 
عناقيد عنقية
. عادةً ما تبقى على الجوانب العليا لأعناقها، التي تُسمى 
العتبة
.
[
9
]
 رؤوس الأزهار عند أطراف الأعناق تنضج تقريبًا قبل أسبوع من تلك الموجودة على بقية النبات.
[
12
]
```

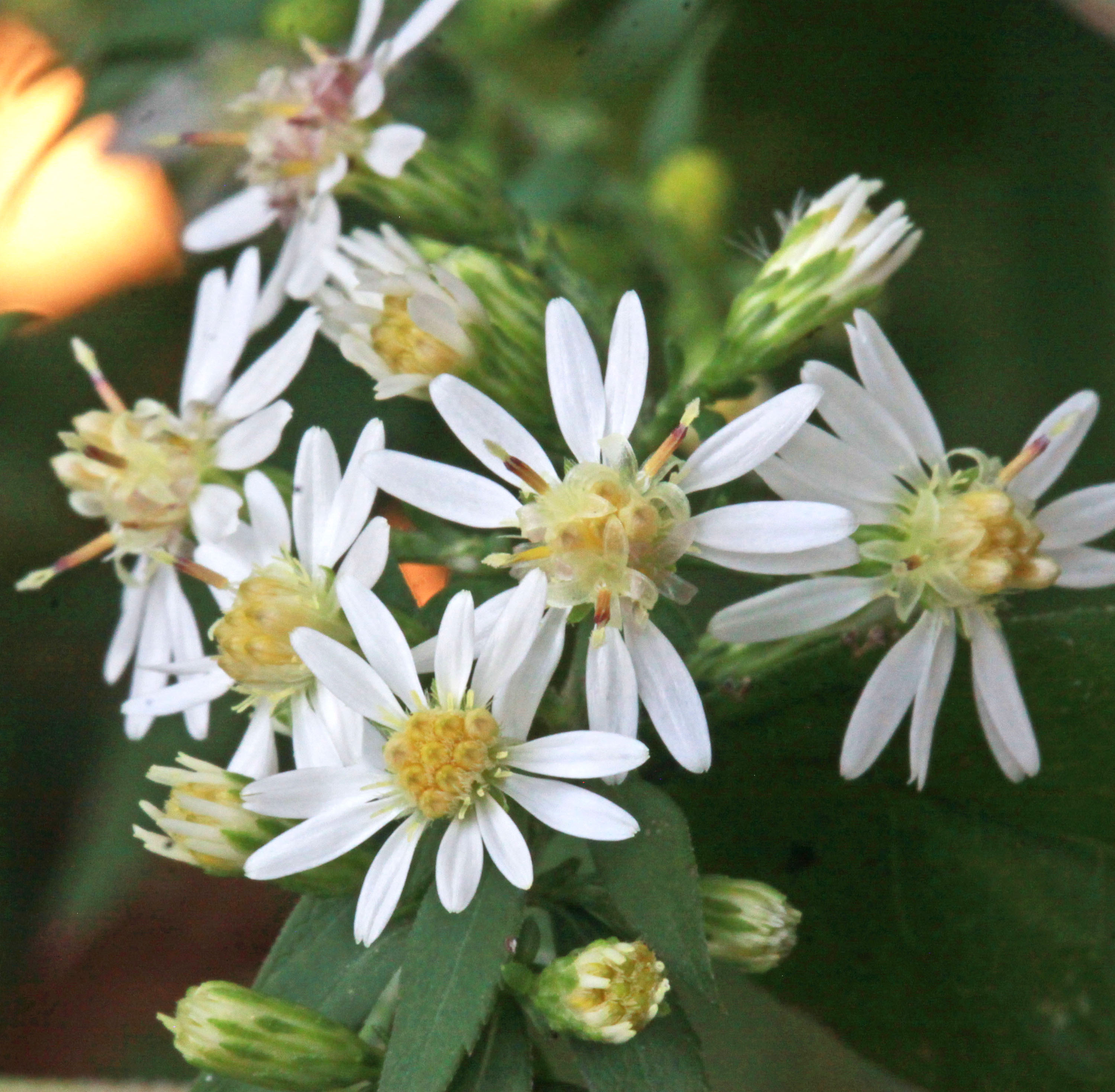
عدة رؤوس أزهار من S. lateriflorum

كل رأس زهرة يبلغ قطره حوالي 13 مـم (0.5 بوصة) عند التفتح، ويكون إما جلسياً أو يحتوي على عنق زهرة غالبًا ما يكون مشعرًا (وتحديدًا مشعر) ويبلغ طوله أقل من 10 مـم (0.4 بوصة). عند قاعدة رأس الزهرة يوجد من واحدة إلى سبع أغلفة الزهور التي تشبه (ومن الناحية الفنية هي) أوراق صغيرة تتدرج إلى الفلاريات.

#### الأغلفة والوريقات المُحَيطَة
في الجزء الخارجي من رؤوس الأزهار لجميع أفراد عائلة المركبات (Asteraceae)، توجد قشور صغيرة تشبه الحراشف. تُسمى هذه القشور "وريقات مُحيطِة" (phyllaries)، وهي معاً تُشكّل "الغلاف الزهري" (involucre) الذي يحمي الأزهار الفردية في الرأس قبل أن تتفتح. تكون أغلفة نبات Symphyotrichum lateriflorum على شكل جرس أسطواني وعادة ما يكون طولها 4–6 مـم (0.16–0.24 بوصة) }. الوريقات المُحِيطَة مُلْتَصِقَة أو مُنْبَسِطَة قليلاً. شكل الوريقات الخارجية مُستطيل-رمحي أو مُستطيل-معكوس الرمح، بينما الوريقات الداخلية خطية. وهي مرتبة في ٣-٤ صفوف (أحياناً حتى ٦) غير متساوية، مما يعني أنها مُتداخلة ولا تنتهي عند نفس النقطة، وقد تكون ناعمة أو تحتوي على شعيرات. قد تبدو هوامش كل وريقة محيطة، التي تحمل شعيرات متفرقة، بيضاء أو خضراء فاتحة، ولكنها شفافة أو أحياناً محمرة. تحتوي الوريقات المُحِيطَة على مناطق كلوروفيلية خضراء ذات شكل رمحي، أو عدسي، أو ماس، وتنتهي بأطراف خضراء أو أرجوانية.

#### الزهيرات
يتكون كل رأس زهرة من زهيريات شعاعية وزهيرات قرصية بنسبة تقارب واحد إلى واحد (1:1)،تتطور الزهيرات الشعاعية قبل الزهيرات القرصية بفترة تتراوح بين 3-4 أيام. الزهيرات الشعاعية، التي يتراوح عددها بين 7-15 (وأحيانًا بين 6-25)، تنمو في صف واحد وعادةً ما تكون بيضاء، ونادرًا ما تكون مائلة إلى اللون الوردي أو الأرجواني. يبلغ طولها في المتوسط حوالي 4-5 مم، ولكن يمكن أن تكون قصيرة تصل إلى 3 مم أو طويلة تصل إلى 8 مم. يبلغ عرضها حوالي 0.9-1.2 مم.
تحتوي الأقراص على 8-16 زهيرة التي تبدأ باللون الكريمي أو الأصفر الفاتح، وبعد أن تنفتح قد تتحول إلى الوردي، ثم الأرجواني أو البني الفاتح بعد التلقيح. كل زهيرة قرصية تكون أسطوانية أو على شكل قمع، بعمق 3-5 مم (0.12-0.20 بوصة)، وتتكون من 5 بتلات، تشكل معًا التاج الزهري، والذي ينفتح إلى 5 فصوص رمحية تشكل 50-75% من عمق الزهيرة. تصبح الفصوص منحرفة بشكل حاد إلى الوراء بمجرد أن تنفتح.

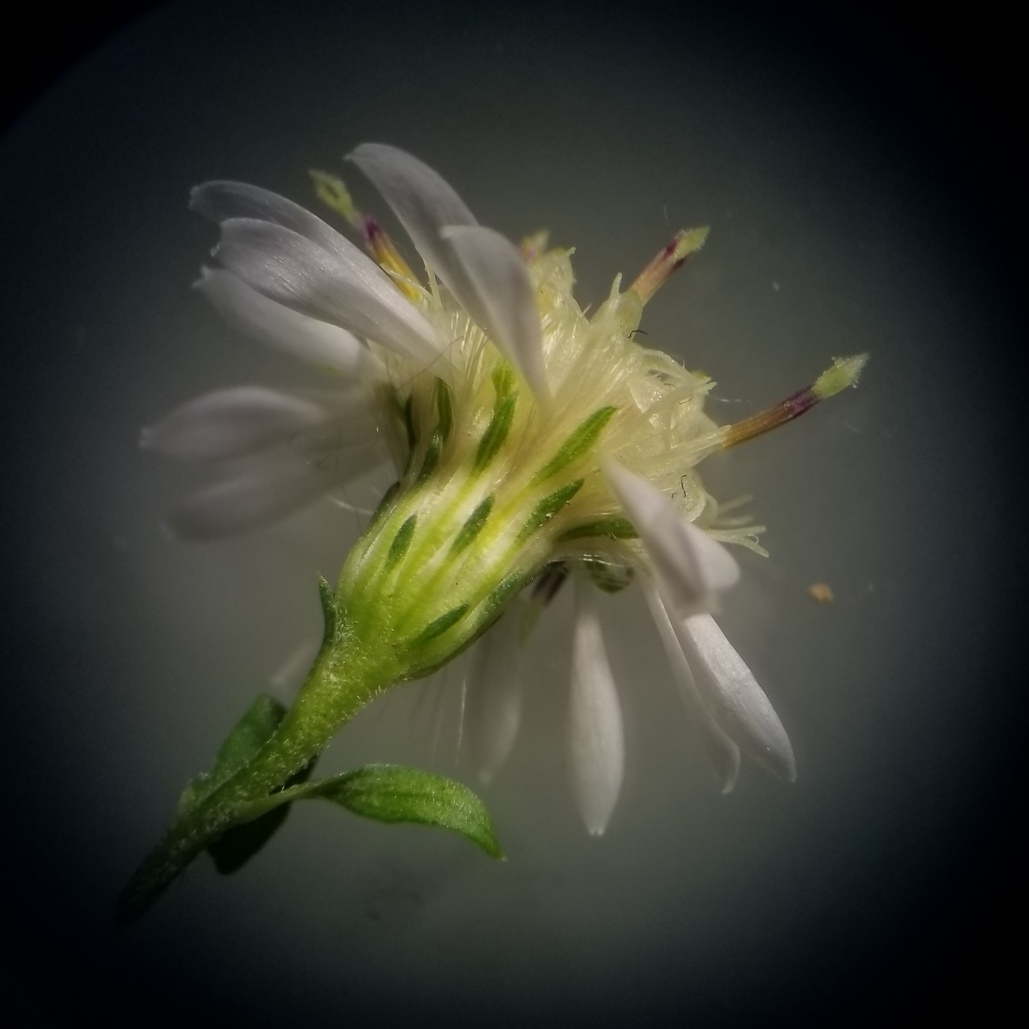
صورة مقرّبة لغلاف، ووريقات مُحيطَة، وقشور نبات S. lateriflorum في رأس الزهرة.
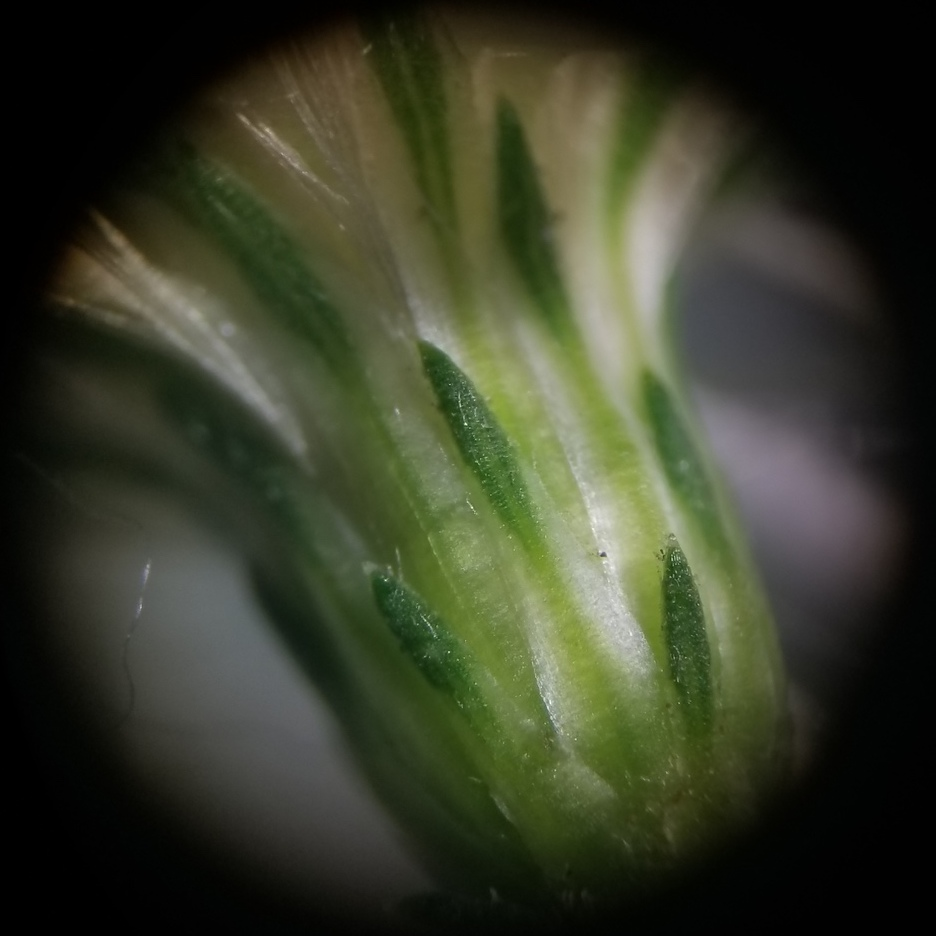
صورة مجهرية لغلاف رأس زهرة نبات S. lateriflorum تُظهر تفاصيل الوريقات المُحيطَة.
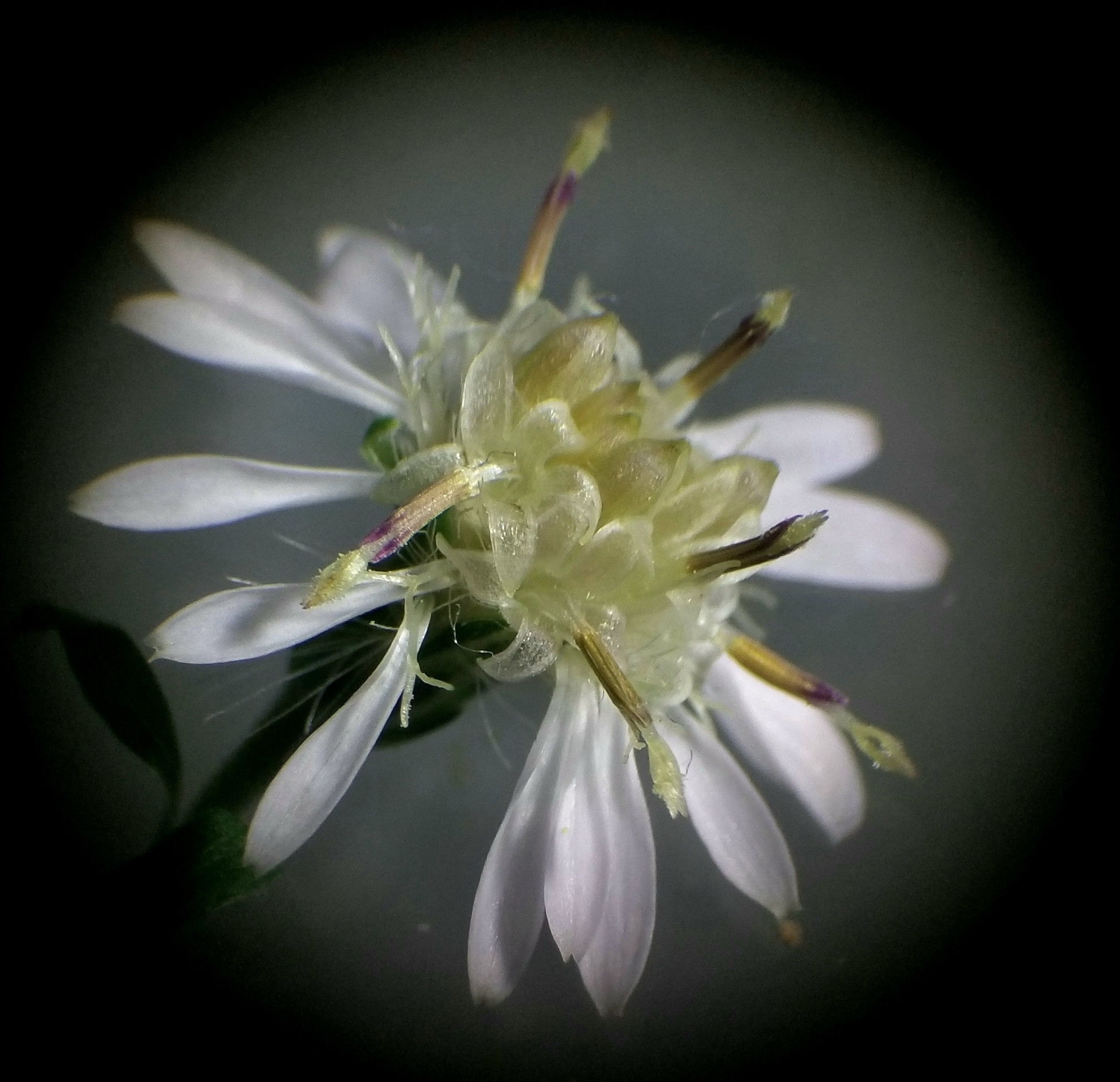
صورة مجهرية لرأس زهرة S. lateriflorum تُظهر زهيريات قرصية مغلقة ومفتوحة.
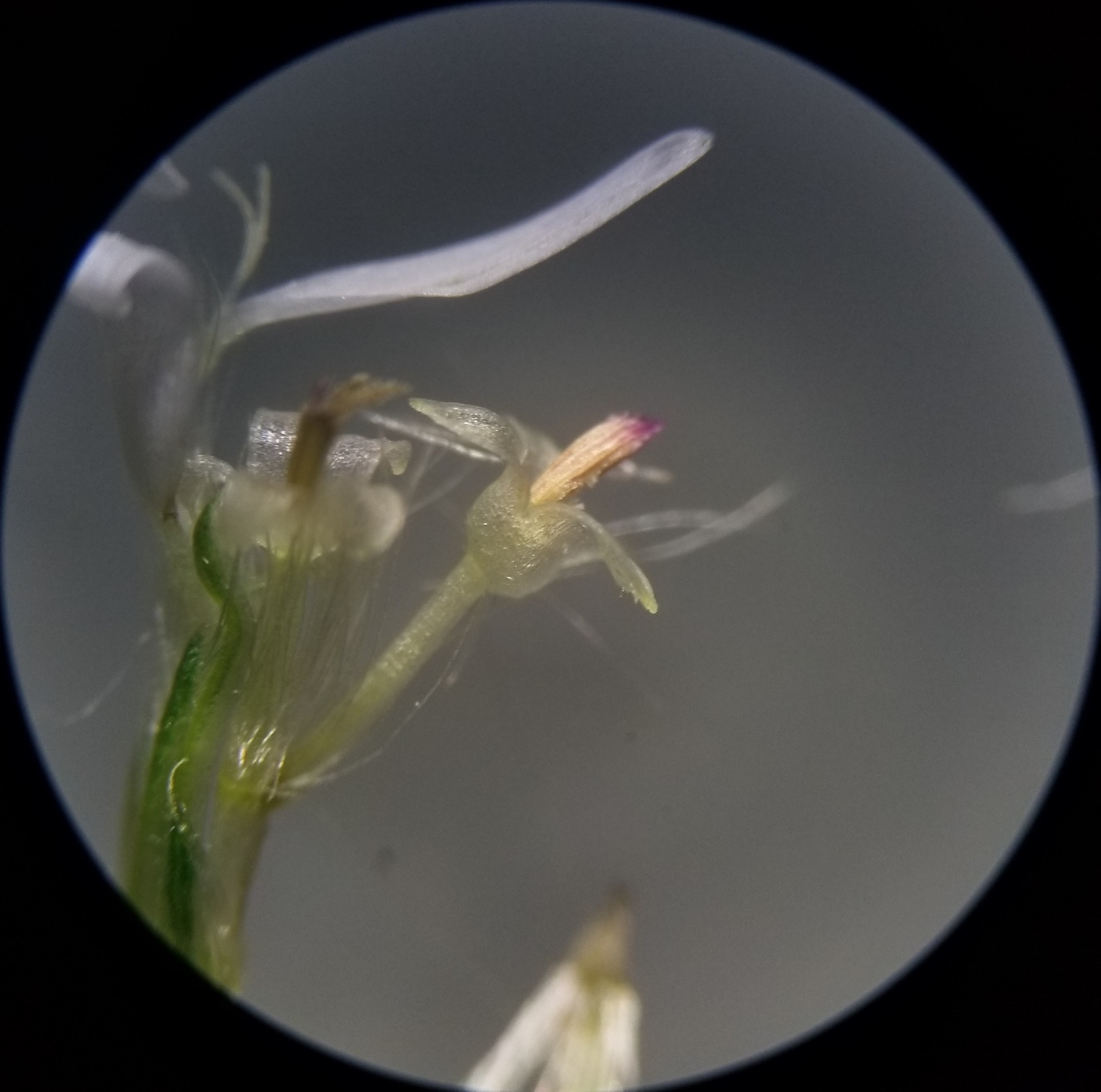
صورة مجهرية لزهرة S. lateriflorum تُظهر زهرية شعاعية واحدة وزهيرتين قرصيتين.

### الثمرة
ثمار (بذور) Symphyotrichum lateriflorum ليست بذورًا حقيقية (أكين) ولكنها Cypselae، تشبه الأكين ومحاطة بغلاف الكاليكس. وهذا ينطبق على جميع أعضاء عائلة Asteraceae. بعد التلقيح، تنضج الثمار في غضون 3-4 أسابيع وتصبح باللون الرمادي أو البني الفاتح مع شكل بيضاوي مائل، ويتراوح طولها بين 1.3 إلى 2.2 مم، مع 3-5 أعصاب، وبعض الشعيرات الصلبة والنحيلة على سطحها (أو strigillose). كما تحتوي على خصلة من الشعر فبوس في الجزء العلوي، الذي يتراوح لونه من الأبيض إلى الوردي وطوله من 3 إلى 4 مم.

### الكروموسومات
يحتوي Symphyotrichum lateriflorum على عدد أساسي من الكروموسومات يساوي ثمانية ('x' = 8). وقد أُبلغ عن نباتات ثنائية الصبغيات، ورباعية الصبغيات، وسداسية الصبغيات، وثمانية الصبغيات، مع عدد كروموسومات 16، 32، 48، و64 على التوالي.

## التصنيف

### التصنيف العلمي
ينتمي سمفيوتريكوم لاتريفلوروم إلى جنس سمفيوتريكوم، ويُصنّف ضمن subgenus Symphyotrichum، وsection Symphyotrichum، و subsection Dumosi. إنه يُعتبر أحد أفراد مجموعة "الآسطر الشجيرية وأقاربها". الاسم الأساسي (الاسم العلمي الأصلي) له هو Solidago lateriflora L.، وله ستون مرادفًا تصنيفيًا. اسمه مع استشهاد المؤلفين هو Symphyotrichum lateriflorum (L.) Á.Löve & D.Löve. وكان عالم النبات السويدي كارل لينيوس أول من وصف ما نعرفه اليوم باسم Symphyotrichum lateriflorum في عام 1753.

### التاريخ
في عام 1748، سافر تلميذ لينيوس بيهار كالم إلى أمريكا الشمالية قادمًا من أوروبا. أمضى عامين ونصف يدرس النباتات والحيوانات ويجمع العينات لدراستها من قبل لينيوس، ثم عاد إلى وطنه في عام 1751. تضمنت رحلات كالم في أمريكا الشمالية زيارة بنسلفانيا ونيوجيرسي ونيويورك وجنوب شرق كندا. واحدة من العينات التي جمعها وصفت من قبل لينيوس باسم Solidago lateriflora، والتي تُعتبر الآن الاسم الأساسي لنبات Symphyotrichum lateriflorum.
سجل لينيوس أن مصدر العينة هو "Habitat in America Septentrionali" (باللاتينية: "ينمو في أمريكا الشمالية")، وأشار إلى أن العينة زُود بها بواسطة كالم. قام لينيوس بتصنيف هذا النبات ضمن جنس عصا الذهب، الذي يضم الآن أكثر من 130 نوعًا معروفًا اليوم باسم جولدنرودز. في ذلك الوقت، صنف لينيوس خمسة عشر من العينات المتوفرة لديه ضمن هذا الجنس وأدرجها في المجلدين من كتابه أنواع النباتات (كتاب) (1753).

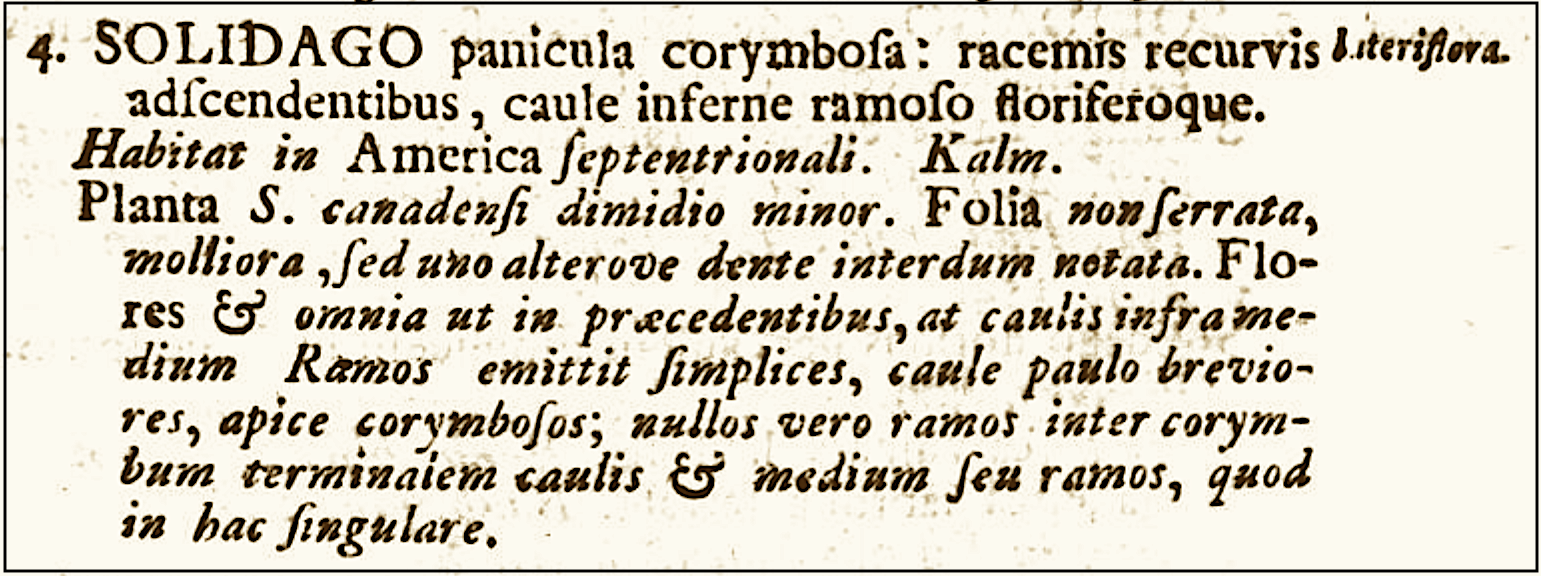
الوصف الأصلي لـSolidago lateriflora ، من قبل كارل لينيوس (1753)، في Species Plantarum، الجزء الثاني: الصفحة 879. النص باللاتينية.

في عام 1789، أدرج عالم النبات الاسكتلندي ويليام آيتون نبات Solidago lateriflora في كتابه Hortus Kewensis، وهو الطبعة الأولى من فهرس النباتات المزروعة في حدائق كيو النباتية الملكية، حيث كان مديرًا لها منذ عام 1759. وفي مقالات منفصلة، وصف أيضًا Aster diffusus و Aster divergens و Aster miser، جميعها كتعريفات لأنواع منفصلة عن Solidago lateriflora. في قسم A. miser، أشار آيتون إلى A. miser الخاص بلينيوس "excluso synonymo Dillennii". يتضمن إدخال نباتات العالم على الإنترنت (POWO) لـ Symphyotrichum lateriflorum Aster diffusus Aiton كمرادف، ولكن ليس Aster miser L. أو Aster miser Aiton. ويتضمن Aster miser Nutt.، الذي وصفه عالم الطبيعة الإنجليزي توماس نوتال في عام 1818. ذكر نوتال أن ما وصفه يبدو "أنه A. miser الخاص بلينيوس، ولكن ربما ليس ذلك الخاص بآيتون". كما تم إدراج Aster divergens Aiton كمرادف تصنيفي.
لم يكن الأمر كذلك حتى عام 1889 عندما قام عالم النبات الأمريكي ناثانيال لورد بريتون بدمج Solidago lateriflora L. مع أنواع Aster، مُعرّفًا Aster diffusus Aiton وAster miser Aiton على أنهما نفس الشيء. أدى هذا إلى نوع واحد سُمّي Aster lateriflorus (L.) Britton، حيث كانت Solidago lateriflora L. هي الاسم الأساسي (basionym)، لأنها كانت أول اسم تم وصفه.  ظهرت أسماء ومجموعات أخرى قبل وبعد ذلك، ولكن Aster lateriflorus كان الاسم الوحيد المرتبط بالاسم الأصلي Solidago lateriflora حتى تم تقسيم التحديد الواسع ومتعدد العرق (polyphyletic) لجنس Aster. تم نقل Aster lateriflorus (L.) Britton إلى جنس Symphyotrichum في عام 1982 بواسطة آسكيل ودوريس لوف خلال دراستهما لكروموسومات النبات ليصبح اسمه الثنائي Symphyotrichum lateriflorum (L.) Á.Löve & D.Löve حيث بقي حتى الآن. قام عالم النبات الأمريكي غاي ل. نسوم لاحقًا بنقل الأنواع الفرعية في عام 1994.
في دراسة أجريت عام 1928 عن Aster lateriflorus والأقارب المقربين، وبينما كان يتأمل "الفوضى التي لا نهاية لها في تسمية عينات" هذا النوع، لاحظ عالم النبات الأمريكي كارل مكاي ويغاند كيف أن الاختلافات البيئية ربما أثرت على خصائص الأوراق ورؤوس الأزهار، مما تسبب في تسمية علماء النبات لعينات هذا النبات بأنها أنواع أو أصناف مختلفة بينما ربما لم تكن كذلك. في هذه الدراسة، قارن ويغاند الخصائص بين العينات التي تم تجاهلها إلى حد كبير حتى تلك اللحظة، وتحديدًا، "الطول الدقيق للغلاف (involucre) والقنابات الداخلية (involucral bracts)، وعدد الأشعة، وشكل الطرف في التويج القرصي (disk-corolla) بالإضافة إلى طول وطبيعة فصوصه."

## الأصناف
أدرج دليل الحياة في قائمة 2009 السنوية ستة أصناف فرعية من سمفيوتريكوم لاتريفلوروم (L.) Á.Löve & D.Löve. ومع ذلك، بحلول عام 2017، اُختزالت جميعها إلى مرادفات تصنيفية. وقٌلل أحدها، وهو S. lateriflorum var. hirsuticaule، قبل ذلك بخمس سنوات في عام 2012. وفقًا لـالحياة النباتية في أمريكا الشمالية ‏، فإن "التنوع الجيني والشكلي الكبير الموجود داخل هذا النوع المعقد يتطلب دراسة شاملة لتحقيق تصنيف متماسك".
على الرغم من أن الأصناف التالية غير معترف بها من قبل كتالوج الحياة ولا النباتات العالمية عبر الإنترنت (POWO)، إلا أنها كانت معتمدة اعتبارًا من يونيو 2021 من قبل قاعدة بيانات النباتات التابعة لوزارة الزراعة الأمريكية (USDA PLANTS Database)، NatureServe، النباتات العالمية عبر الإنترنت (WFO)، النظام المتكامل للمعلومات التصنيفية (ITIS)، وقاعدة بيانات النباتات الوعائية في كندا (VASCAN). الاسم القياسي (autonym) هو Symphyotrichum lateriflorum var. lateriflorum.

#### الصنفأنجوستيفوليوم

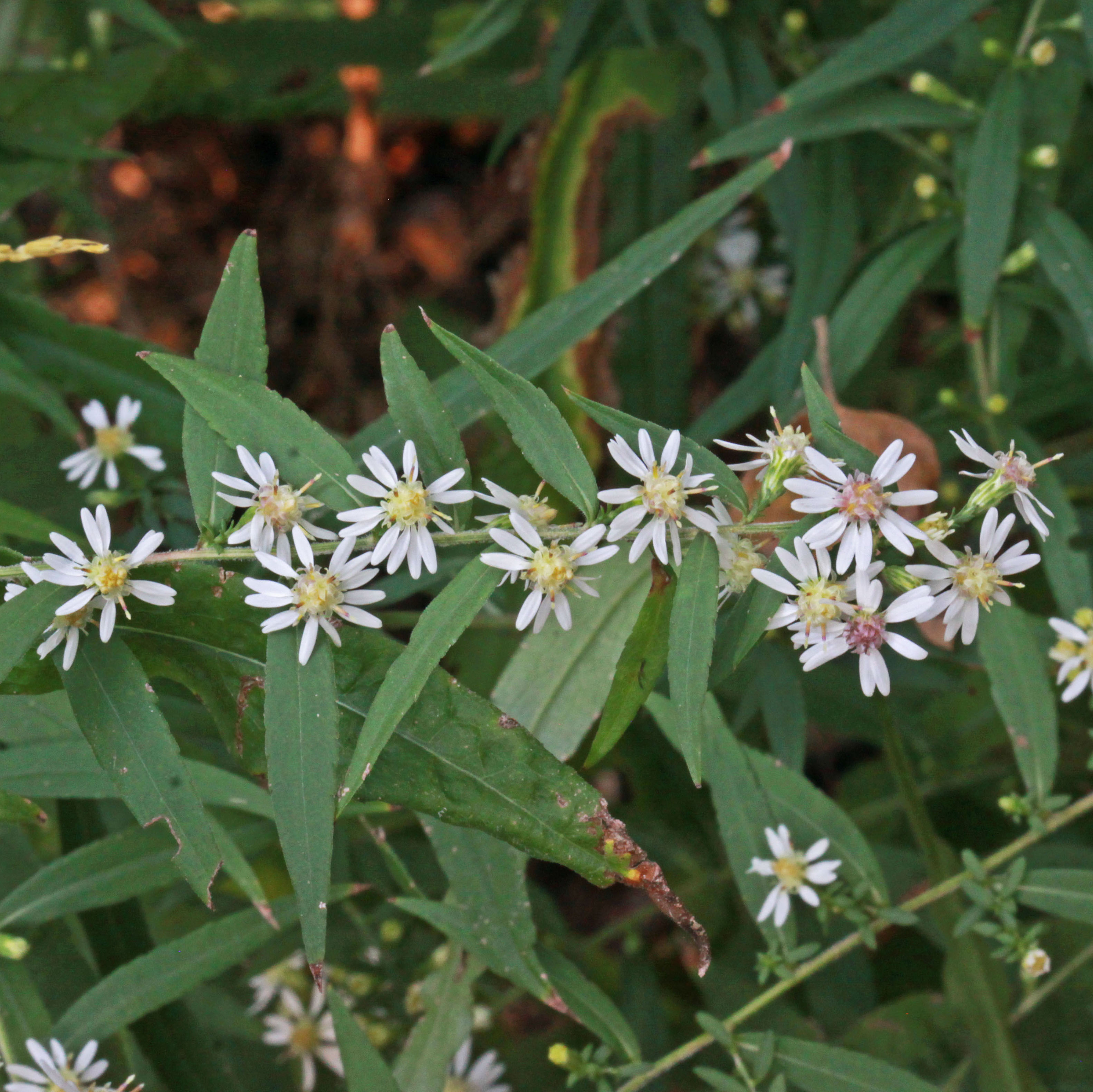
أوراق رمحية خطية على إزهار S. lateriflorum

Symphyotrichum lateriflorum var. angustifolium (Wiegand) G.L.Nesom يُعرف باسم نجم الكاليكو ضيق الأوراق.
تعني الكلمة اللاتينية angustus "ضيق"، وfolium تعني "نبات" أو "أوراق". في عام 1903، وصف عالم النبات الأمريكي إدوارد سانفورد بورغيس نوعًا جديدًا أطلق عليه اسم Aster agrostifolius، والذي تميز، من بين سمات أخرى، بأوراق نحيفة جدًا تشبه العشب. تعني الكلمة اللاتينية agrostis "عشب".
وفي عام 1928، وصف كارل مكاي ويغاند صنفًا جديدًا من A. lateriflorus بأوراق ضيقة رمحية أو خطية، وأطلق عليه اسم A. lateriflorus var. angustifolius. ولم يربط هذا الصنف بـA. agrostifolius الخاص بـبورغيس. حدد ويغاند الطراز النمطي لصنفه كمجموعة تم جمعها من تشيشاير، ماساتشوستس، في عام 1915 بواسطة J. R. Churchill، وتُحفَظ في معشبة نادي النباتات في نيو إنجلاند. أشار إلى أن "var. angustifolius قد يكون مجرد فصل للأفراد ضيقة الأوراق من الشكل النموذجي."
بعد أن أعاد نيسوم تصنيف الأصناف من جنس Aster إلى Symphyotrichum، تم إنشاء S. lateriflorum var. angustifolium، وأصبحت الصنفان السابقان مرادفات تصنيفية له.